# Seznam dílů seriálu Tom a Jerry
Toto je seznam dílů seriálu Tom a Jerry. Podobně jako v případě českého Krtečka jde spíše o sled krátkých filmů, natočených v rozsáhlém časovém rozpětí od roku 1940 až do roku 2005. Původní sérii o celkovém rozsahu 114 dílů pořídili režiséři William Hanna a Joseph Barbera v hollywoodském animačním studiu společnosti Metro-Goldwyn-Mayer. V 60. letech navázali na jejich práci režiséři Gene Deitch v pražském studiu Snyder's Rembrandt Films a Chuck Jones v hollywoodském studiu MGM. Několik dalších snímků bylo dodatečně pořízeno i po roce 2000.

## Hanna a Barbera / MGM Cartoons (1940–1958)

### 1940
| Č. v seriálu | Č. v řadě | Původní název      | Český název              | Režie | Scénář | Datum premiéry |
| ------------ | --------- | ------------------ | ------------------------ | ----- | ------ | -------------- |
| 1            | 1         | Puss Gets The Boot | Jak kočka dostala padáka |       |        | 10. února 1940 |

### 1941
| Č. v seriálu | Č. v řadě | Původní název              | Český název        | Režie | Scénář | Datum premiéry    |
| ------------ | --------- | -------------------------- | ------------------ | ----- | ------ | ----------------- |
| 2            | 1         | The Midnight Snack         | Půlnoční svačinka  |       |        | 19. července 1941 |
| 3            | 2         | The Night Before Christmas | Předvánoční noc    |       |        | 6. prosince 1941  |
|              |           | Fraidy Cat                 | Vystrašený kocour  |       |        |                   |
| 5            | 2         | Dog Trouble                | Potíže se psem     |       |        |                   |
| 6            | 3         | Puss n' Toots              | Tom a kráska       |       |        |                   |
| 7            | 4         | The Bowling Alley Cat      | Kočka na kuželkách |       |        |                   |
| 8            | 5         | Fine Feathered Friend      | Opeřený přítel     |       |        |                   |

### 1943
| Č. v seriálu | Č. v řadě | Původní název           | Český název       | Režie | Scénář | Datum premiéry |
| ------------ | --------- | ----------------------- | ----------------- | ----- | ------ | -------------- |
| 9            | 1         | Sufferin' Cats!         | Trpící kočky      |       |        |                |
| 10           | 2         | The Lonesome Mouse      | Osamělá myš       |       |        |                |
| 11           | 3         | The Yankee Doodle Mouse | Ve válečném stavu |       |        |                |
| 12           | 4         | Baby Puss               | Kočičí miminko    |       |        |                |

### 1944
| Č. v seriálu | Č. v řadě | Původní název          | Český název     | Režie | Scénář | Datum premiéry |
| ------------ | --------- | ---------------------- | --------------- | ----- | ------ | -------------- |
| 13           | 1         | The Zoot Cat           | Švihák          |       |        |                |
| 14           | 2         | The Million Dollar Cat | Kočka milionář  |       |        |                |
| 15           | 3         | The Bodyguard          | Tělesný strážce |       |        |                |
| 16           | 4         | Puttin' on the Dog     | V psí podobě    |       |        |                |
| 17           | 5         | Mouse Trouble          | Potíže s myší   |       |        |                |

### 1945
| Č. v seriálu | Č. v řadě | Původní název             | Český název          | Režie | Scénář | Datum premiéry |
| ------------ | --------- | ------------------------- | -------------------- | ----- | ------ | -------------- |
| 18           | 1         | The Mouse Comes to Dinner | Myš přijde na večeři |       |        |                |
| 19           | 2         | Mouse in Manhattan        | Myš na Manhattanu    |       |        |                |
| 20           | 3         | Tee for Two               | Na golfu             |       |        |                |
| 21           | 4         | Flirty Birdy              | Zamilovaný pták      |       |        |                |
| 22           | 5         | Quiet Please!             | Klid, prosím         |       |        |                |

### 1946
| Č. v seriálu | Č. v řadě | Původní název         | Český název          | Režie | Scénář | Datum premiéry |
| ------------ | --------- | --------------------- | -------------------- | ----- | ------ | -------------- |
| 23           | 1         | Springtime for Thomas | Tomovo jarní toužení |       |        |                |
| 24           | 2         | The Milky Waif        | Malý nenasyta        |       |        |                |
| 25           | 3         | Trap Happy            | Jak chytit myš       |       |        |                |
| 26           | 4         | Solid Serenade        | Kočičí serenáda      |       |        |                |

### 1947
| Č. v seriálu | Č. v řadě | Původní název            | Český název          | Režie | Scénář | Datum premiéry |
| ------------ | --------- | ------------------------ | -------------------- | ----- | ------ | -------------- |
| 27           | 1         | Cat Fishin'              | Kocouří rybaření     |       |        |                |
| 28           | 2         | Part Time Pal            | Občasný přítel       |       |        |                |
| 29           | 3         | The Cat Concerto         | Kočičí koncert       |       |        |                |
| 30           | 4         | Dr. Jekyll and Mr. Mouse | Dr. Jekyll a pan Myš |       |        |                |
| 31           | 5         | Salt Water Tabby         | Číča na pláži        |       |        |                |
| 32           | 6         | A Mouse in the House     | Myš v domě           |       |        |                |
| 33           | 7         | The Invisible Mouse      | Neviditelná myš      |       |        |                |

### 1948
| Č. v seriálu | Č. v řadě | Původní název         | Český název     | Režie | Scénář | Datum premiéry |
| ------------ | --------- | --------------------- | --------------- | ----- | ------ | -------------- |
| 34           | 1         | Kitty Foiled          | Zmařené plány   |       |        |                |
| 35           | 2         | The Truce Hurts       | Mírová smlouva  |       |        |                |
| 36           | 3         | Old Rockin' Chair Tom | Starý dobrý Tom |       |        |                |
| 37           | 4         | Professor Tom         | Profesor Tom    |       |        |                |
| 38           | 5         | Mouse Cleaning        | Úklidový den    |       |        |                |

### 1949
| Č. v seriálu | Č. v řadě | Původní název            | Český název        | Režie | Scénář | Datum premiéry |
| ------------ | --------- | ------------------------ | ------------------ | ----- | ------ | -------------- |
| 39           | 1         | Polka-Dot Puss           | Puntíkatá kočka    |       |        |                |
| 40           | 2         | The Little Orphan        | Malý sirotek       |       |        |                |
| 41           | 3         | Hatch Up Your Troubles   | Vylíhnuté potíže   |       |        |                |
| 42           | 4         | Heavenly Puss            | Kocour v nebi      |       |        |                |
| 43           | 5         | The Cat and the Mermouse | Kočka a mořská myš |       |        |                |
| 44           | 6         | Love That Pup            | Milované štěně     |       |        |                |
| 45           | 7         | Jerry's Diary            | Jerryho deník      |       |        |                |
| 46           | 8         | Tennis Chumps            | Tenisový šampionát |       |        |                |

### 1950
| Č. v seriálu | Č. v řadě | Původní název                       | Český název        | Režie | Scénář | Datum premiéry |
| ------------ | --------- | ----------------------------------- | ------------------ | ----- | ------ | -------------- |
| 47           | 1         | Little Quacker                      | Kachňátko          |       |        |                |
| 48           | 2         | Saturday Evening Puss               | Večírek            |       |        |                |
| 49           | 3         | Texas Tom                           | Texas Tom          |       |        |                |
| 50           | 4         | Jerry and the Lion                  | Jerry a lev        |       |        |                |
| 51           | 5         | Safety Second                       | V poslední vteřině |       |        |                |
| 52           | 6         | Tom and Jerry in the Hollywood Bowl | Dirigenti          |       |        |                |
| 53           | 7         | The Framed Cat                      | Ukřivděná kočka    |       |        |                |
| 54           | 8         | Cue Ball Cat                        | Na kulečníku       |       |        |                |

### 1951
| Č. v seriálu | Č. v řadě | Původní název          | Český název         | Režie | Scénář | Datum premiéry |
| ------------ | --------- | ---------------------- | ------------------- | ----- | ------ | -------------- |
| 55           | 1         | Casanova Cat           | Tom Casanova        |       |        |                |
| 56           | 2         | Jerry and the Goldfish | Jerry a zlatá rybka |       |        |                |
| 57           | 3         | Jerry's Cousin         | Jerryho bratranec   |       |        |                |
| 58           | 4         | Sleepy-Time Tom        | Ospalec Tom         |       |        |                |
| 59           | 5         | His Mouse Friday       | Ostrov kanibalů     |       |        |                |
| 60           | 6         | Slicked-up Pup         | Vymydlené štěně     |       |        |                |
| 61           | 7         | Nit-witty Kitty        | Proměna             |       |        |                |
| 62           | 8         | Cat Napping            | Kočičí dřímaní      |       |        |                |

### 1952
| Č. v seriálu | Č. v řadě | Původní název        | Český název       | Režie | Scénář | Datum premiéry |
| ------------ | --------- | -------------------- | ----------------- | ----- | ------ | -------------- |
| 63           | 1         | The Flying Cat       | Létající kočka    |       |        |                |
| 64           | 2         | The Duck Doctor      | Kachní doktor     |       |        |                |
| 65           | 3         | The Two Mouseketeers | Dva mušketýři     |       |        |                |
| 66           | 4         | Smitten Kitten       | Milovník Tom      |       |        |                |
| 67           | 5         | Triplet Trouble      | Trojité potíže    |       |        |                |
| 68           | 6         | Little Runaway       | Uprchlík          |       |        |                |
| 69           | 7         | Fit to be Tied       | Na vodítku        |       |        |                |
| 70           | 8         | Push-Button Kitty    | Kocour na knoflík |       |        |                |
| 71           | 9         | Cruise Cat           | Na lodi           |       |        |                |
| 72           | 10        | The Dog House        | Psí bouda         |       |        |                |

### 1953
| Č. v seriálu | Č. v řadě | Původní název      | Český název      | Režie | Scénář | Datum premiéry |
| ------------ | --------- | ------------------ | ---------------- | ----- | ------ | -------------- |
| 73           | 1         | The Missing Mouse  | Uprchlá myš      |       |        |                |
| 74           | 2         | Jerry and Jumbo    | Jerry a Jumbo    |       |        |                |
| 75           | 3         | Johann Mouse       | O myši Johannovi |       |        |                |
| 76           | 4         | That's My Pup!     | To je můj syn!   |       |        |                |
| 77           | 5         | Just Ducky         | Káčátko neplavec |       |        |                |
| 78           | 6         | Two Little Indians | Dva malí indiáni |       |        |                |
| 79           | 7         | Life with Tom      | Život s Tomem    |       |        |                |

### 1954
| Č. v seriálu | Č. v řadě | Puppy Tale           | Štěněcí příběh      | Režie | Scénář | Datum premiéry |
| ------------ | --------- | -------------------- | ------------------- | ----- | ------ | -------------- |
| 80           | 1         | Puppy Tale           | Štěněcí příběh      |       |        |                |
| 81           | 2         | Posse Cat            | Kuchařův kocour     |       |        |                |
| 82           | 3         | Hic-cup Pup          | Štěně se škytavkou  |       |        |                |
| 83           | 4         | Little School Mouse  | Myší škola          |       |        |                |
| 84           | 5         | Baby Butch           | Lest                |       |        |                |
| 85           | 6         | Mice Follies         | Myší prevít         |       |        |                |
| 86           | 7         | Neapolitan Mouse     | Neapolská myš       |       |        |                |
| 87           | 8         | Downhearted Duckling | Smutné kačátko      |       |        |                |
| 88           | 9         | Pet Peeve            | Mazlíčci v ohrožení |       |        |                |
| 89           | 10        | Touche, pussy Cat!   | Zásah, kočičko!     |       |        |                |

### 1955
| Č. v seriálu | Č. v řadě | Původní název       | Český název         | Režie | Scénář | Datum premiéry |
| ------------ | --------- | ------------------- | ------------------- | ----- | ------ | -------------- |
| 90           | 1         | Southbound Duckling | Volání Jihu         |       |        |                |
| 91           | 2         | Pup on a Picnic     | Štěně na pikniku    |       |        |                |
| 92           | 3         | Mouse for Sale      | Myš na prodej       |       |        |                |
| 93           | 4         | Designs on Jerry    | Zaměřeno na Jerryho |       |        |                |
| 94           | 5         | Tom and Cherie      | Tom a Čery          |       |        |                |
| 95           | 6         | Smarty Cat          | O chytrém kocourovi |       |        |                |
| 96           | 7         | Pecos Pest          | Škůdce Pekos        |       |        |                |
| 97           | 8         | That's My Mommy     | To je moje maminka  |       |        |                |

### 1956
(All cartoons in CinemaScope)
1. Létající čarodějnice (The Flying Sorceress)
2. Vylíhnuté potíže (The Egg and Jerry)[1]
3. Busy Buddies (Busy Buddies)
4. Tom na pláži svalovců (Muscle Beach Tom)
5. Tančící medvěd (Down Beat Bear)
6. Blues modré kočky (Blue Cat Blues)
7. Grilovací rvačka (Barbecue Brawl) (Perspecta Stereo)

### 1957
(All cartoons in CinemaScope and Perspecta Stereo)
1. Taťka tě nedá (Tops with Pops)[2]
2. Bázlivá návštěva (Timid Tabby)
3. Jak nasytit otesánka (Feedin' the Kiddie)[3]
4. Super myš (Mucho Mouse)
5. Honba za fotografií (Tom's Photo Finish)

### 1958
(All cartoons in CinemaScope and Perspecta Stereo)
1. Velikonoční káčátko (Happy Go Ducky)
2. Královské zdřímnutí (Royal Cat Nap)
3. Neviditelné káčátko (The Vanishing Duck)
4. Robin Hood (Robin Hoodwinked)
5. Chůvy (Tot Watchers)

## Gene Deitch / Rembrandt Films cartoons (1961–1962)

### 1961
1. Kočičí proměna (Switchin' Kitten)
2. Na rybách (Down and Outing)
3. Mňoukat je řecké (It's Greek to Me-ow!)

### 1962
1. Nedosažitelné steaky (High Steaks)
2. Myš do vesmíru (Mouse into Space)
3. Letec (Landing Stripling)
4. Kočičí námluvy (Calypso Cat)
5. Bílá velryba (Dicky Moe)
6. Souprava Toma a Jerryho (The Tom and Jerry Cartoon Kit)
7. Na divokém západě (Tall in the Trap)
8. Na safari (Sorry Safari)
9. Přátelé až za hrob (Buddies Thicker Than Water)
10. V opeře (Carmen Get It!)

## Chuck Jones / Sib Tower 12 cartoons (1963–1967)

### 1963
1. Podkrovní myš (Pent-House Mouse)

### 1964
1. Na jevišti i pod ním (The Cat Above and the Mouse Below)
2. Je ta myš doktor? (Is There a Doctor in the Mouse?)
3. Mnoho povyku kolem lovení myší (Much Ado About Mousing)
4. Třeskutý mráz (Snowbody Loves Me)
5. Neústupný Jerry (The Unshrinkable Jerry Mouse)

### 1965
1. Sladký myší život (Ah, Sweet Mouse-Story of Life)
2. Tom-ická energie (Tom-ic Energy)
3. Na lešení (Bad Day at Cat Rock)
4. Myší přestrojení (The Brothers Carry-Mouse-Off)
5. Myš kouzelník (Haunted Mouse)
6. Zbožňuji Jerryho (I'm Just Wild About Jerry)
7. V područí kočky (Of Feline Bondage)
8. Rok myši (The Year of the Mouse)
9. Kdo se směje naposled (The Cat's Me-Ouch!)

### 1966
1. Souboj (Duel Personality)
2. Náměsíčný Jerry (Jerry, Jerry, Quite Contrary)
3. Cirkus (Jerry-Go-Round)
4. Milovaná myš (Love Me, Love My Mouse)
5. Tom hlídá loď (Puss 'n' Boats)
6. Chuť na ryby (Filet Meow)
7. Biograf (Matinee Mouse)
8. Tom neschopný lyžař (The A-Tom-Inable Snowman)
9. Napálené kočky (Catty-Cornered)

### 1967
1. Kočka a její kopie (Cat and Dupli-cat)
2. Mňoukání pod sluncem (O-Solar Meow)
3. Řízená myší střela (Guided Mouse-ille)
4. Hlodavčí rock (Rock 'n' Rodent)
5. V továrně na konzervy (Cannery Rodent)
6. Myš detektiv (The Mouse from H.U.N.G.E.R.)
7. Trable se surfováním (Surf-Bored Cat)
8. Tom a tajná kamera (Shutter Bugged Cat)
9. Sláva pokroku a mechanizaci (Advance and Be Mechanized)
10. Noční můra (Purr-Chance to Dream)

## Hanna-Barbera Productions / Turner Entertainment cartoon (2001)

### 2001
1. (The Mansion Cat)

## Warner Bros. Animation cartoon (2005)

### 2005
1. (The Karate Guard)